# Aurora consurgens
Aurora consurgens, che in latino significa «Aurora nascente», è un titolo generalmente assegnato ad alcuni trattati alchemici, il più celebre dei quali è un manoscritto miniato del XV secolo, giunto fino a noi in varie versioni, il cui contenuto è attribuito a Tommaso d'Aquino, anche se secondo alcuni il suo autore andrebbe riportato come pseudo-Aquino.

## L'Aurora Consurgensattribuita a Tommaso d'Aquino
L'opera, manoscritta due secoli dopo la presunta stesura in epoca medioevale di Tommaso d'Aquino, vissuto nel XIII secolo, contiene 38 miniature fini in acquerello, piuttosto insolite per un lavoro di questo genere. Il soprannome del filosofo, Doctor Angelicus, è riportato nella parte inferiore del frontespizio. L'attribuzione all'Aquinate è dovuta anche al fatto che nell'opera non vi sono mai riferimenti a personaggi a lui posteriori, ma solamente ad alchimisti e pensatori per lo più del X o XI secolo. Lo stile della prima parte dell'opera è inoltre simile a quello usato generalmente da Tommaso; in essa vi è una trattazione della lapis filosophorum o pietra filosofale, assimilata a Cristo.
Le illustrazioni sono allegorie di elementi alchemici raffigurati in forma umana o animale. Ad esempio, il mercurio è raffigurato come un serpente, l'oro come il Sole, e l'argento come la Luna.
Le diverse versioni del manoscritto si trovano nelle seguenti biblioteche:
- Zurigo, Biblioteca Centrale (Zentralbibliothek), MS. Rhenoviensis 172
- Parigi, Bibliotheque Nationale, MS. Parigiinus Latinus 14006
- Glasgow, University Library, MS. Ferguson 6
- Leida, MS. Vossiani Chemici F. 29
- Praga, Universitni Knihovna, MS. VI. Fd. 26
- Praga, Chapitre Métropolitain, MS. 1663. O. LXXIX
- Berlino, Staatsbibliothek Preussischer Kulturbesitz, MS. Germ. qu. 848

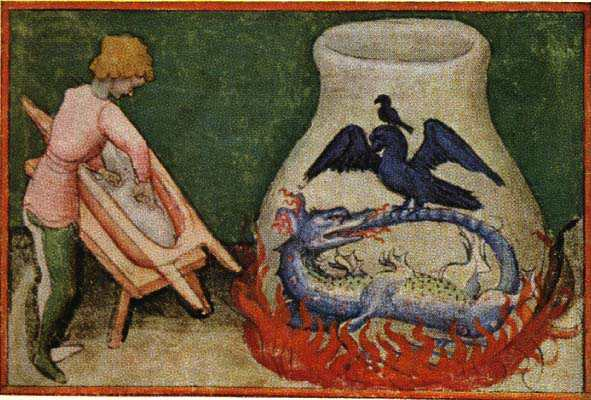
Ouroboros e dragone su un vaso nel fuoco
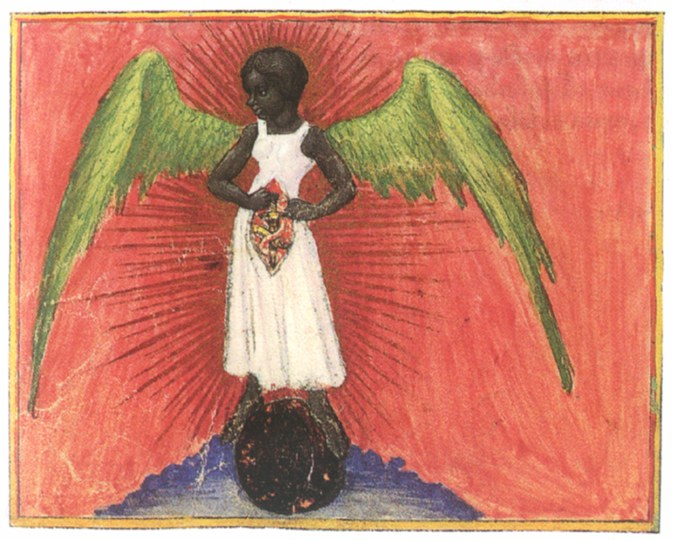
Angelo nero
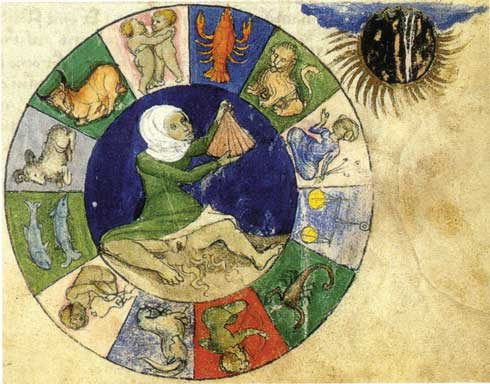
Zodiaco
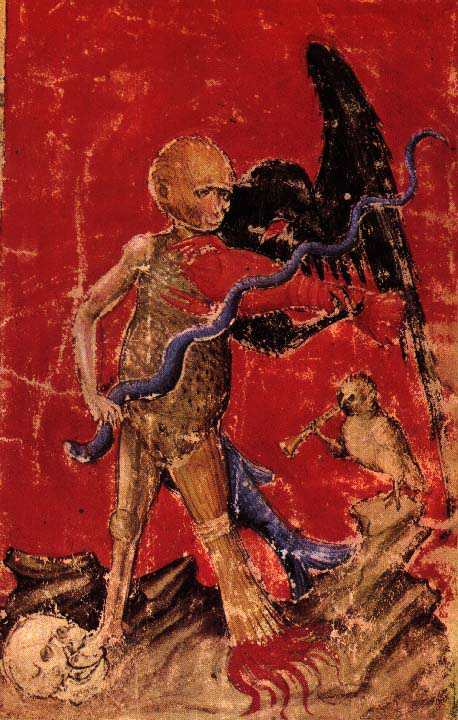
Scimmia con aquila e serpente usati a mo' di violino
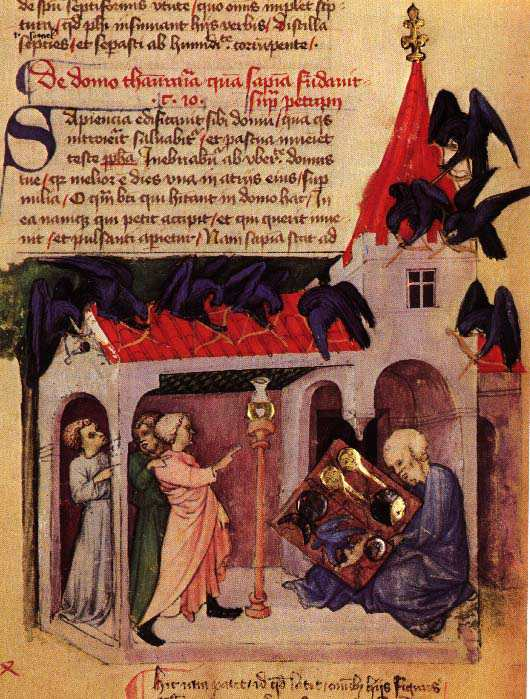
Uccelli neri su una chiesa
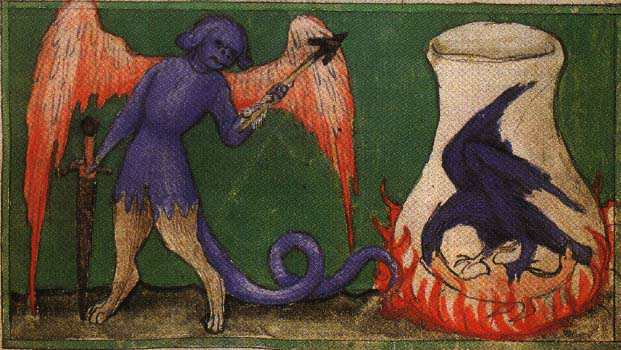
Diavolo alato e un vaso con aquila
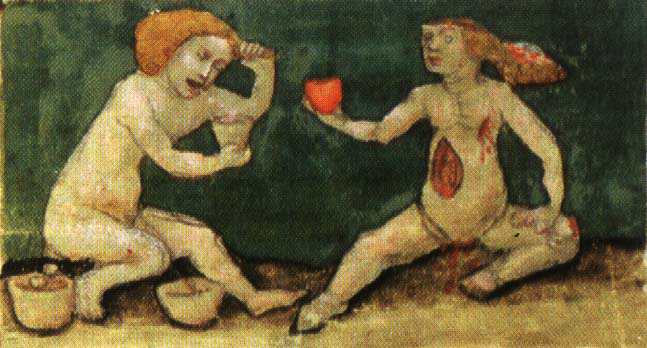
Una figura dà il suo cuore per alimentare l'altra col suo sangue
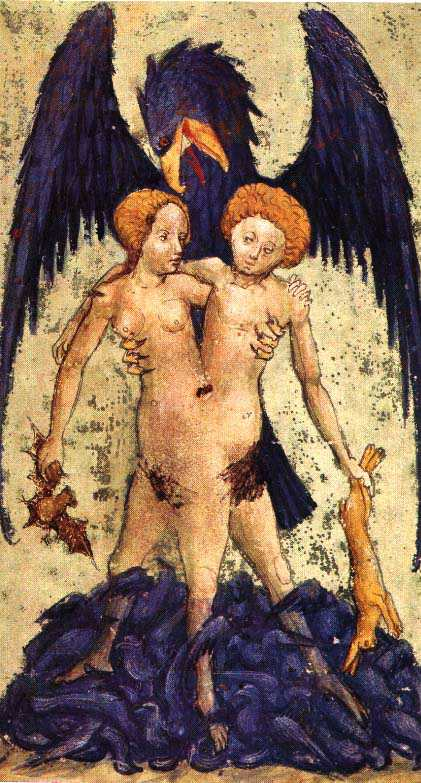
Ermafrodita con aquila
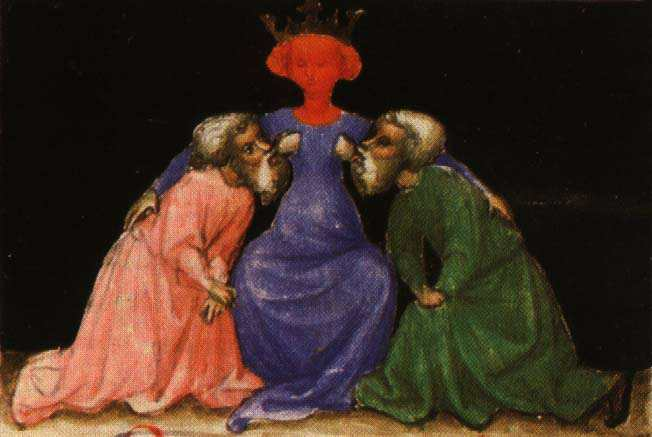
Due uomini saggi allattati dalla personificazione della Sapienza
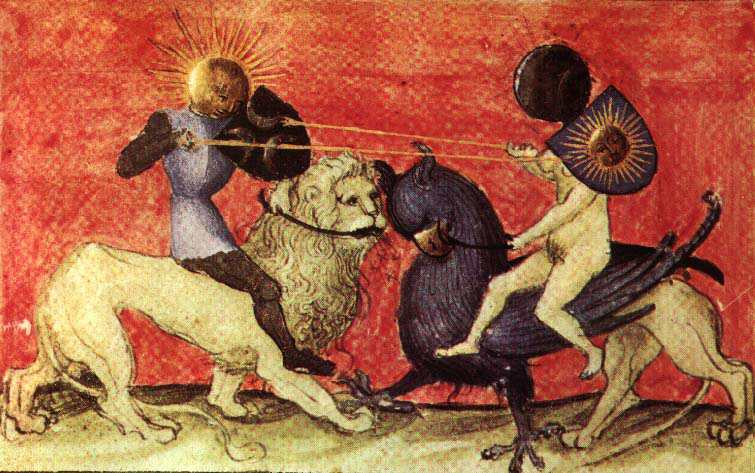
I cavalieri del sole e della luna si combattono con le lance

## Altri trattati
Un trattato alchemico con lo stesso titolo è stato scritto dal mistico e filosofo Jakob Böhme intorno al 1618. Le parole Autora Consurgens, in questo come in altri casi, secondo un'analisi dell'esoterista Rudolf Steiner rimanderebbero all'insegnamento di antiche scuole misteriche, nelle quali l'iniziato imparava a sviluppare, al momento del sorgere del sole, la reminiscenza della propria coscienza notturna, diventando consapevole dell'esperienza del sole nero, vissuta nella dimensione astrale mentre si trovava in uno stato di sonno.